# مامادو لوم
مامادو لوم (انگلیسی: Mamadou Loum؛ زادهٔ ۳۰ دسامبر ۱۹۹۶) بازیکن فوتبال اهل سنگال است.
وی همچنین در تیم‌های ملی فوتبال زیر ۲۰ سال و بزرگسالان سنگال بازی کرده‌است.

## تیم ملی
لوم در جام جهانی زیر ۲۰ سال ۲۰۱۵، به نمایندگی از سنگال حضور داشت. او اولین بازی خود را در ۲۶ مارس ۲۰۱۹ در یک مسابقه دوستانه مقابل مالی انجام داد، که در آن ۹۰ دقیقه در جریان پیروزی ۲–۱ در داکار بازی کرد. او برای جام ملت‌های آفریقا ۲۰۲۱ که در سال بعد در کامرون برگزار گردید، فراخوانده شد که در آخر این جام را با قهرمانی به پایان رساندند. این تیم در بازی گروهی نهایی با کشور همسایه، گینه رو در رو شد.